# 김종문 (배우)
김종문(1988년 3월 14일~)은 대한민국의 배우이다. 현재는 "김종문"에서 "김도진"으로 예명으로 활동중인 배우이다.
강원도 강릉시 주문진 출신이다. 서울에서 16살때 홀로 상경해 고등학교를 다녔다. 울랄라세션 임윤택 이 이끌던 댄스팀 겟백커스 (Get backers) 팀에서 활동을 했으며, 무대를 서면서 연기에 흥미를 느끼게되어 연기를 시작하게 되었다고 한다. 
송지나 작가의 왓츠업이라는 드라마에 김종태 역할로 캐스팅되었고, 인연으로 신의 라는 작품에서 오대만 이라는 역할로 대중들에게 관심을 받았다. 이후 군입대를 하고, 전역 후 JYP엔터테인먼트에 소속사 전속계약 체결 후 활동을 다시 시작 하였다. 현재는 소속사 없이 독립적으로 활동중이다.
학력
- 명지전문대학

## 출연 작품

### 드라마
- 2023 함부로 대해줘 (단역)
- 2022 KBS2 현재는 아름다워 (김경수 역)
- 2022 JTBC 모범형사 2
- 2022 tvN 이브 방송예정
- 2022 Disney 키스식스센스 (남배우 역)
- 2021 JTBC 시지프스 (부두목 역)
- 2020 MBC 카이로스 (남자 역)
- 2017 JTBC 단막 마술학교 (조감독 역)
- 2016 JTBC 욱씨남정기 (남봉기 동생 역)
- 2012 SBS 신의 (오대만 역)
- 2011 MBN 왓츠업 (김종태 역)

### 영화
- 2024 너와 나의 5분 (성준 역)
- 2023 베터 스와이프 (경태 주연)
- 2022 스킵(형사2 역)
- 2021 내가 바라는 영원
- 2020 나는보리 (선생님 역)

### 웹 드라마
- 2021 웹드라마 LOVE & WISH
- 2019 웹드라마 이런 게놈의 로맨스 (성병기 역)
- 2016 웹드라마 로맨틱보스 (이시우 역)

### 연극
- 2015 반쪽형제 (2인극 상혁 역)

### 뮤지컬
- 2025 드림하이
- 2007 아가씨와 건달들
- 2006 비보이 코리아

### 뮤직 비디오
- 2021 서자영 - shape of love
- 2020 JUNIK - 짙은 너란 향기조차 못 느끼게
- 2019 George D.blue - In n out
- 2018 노을 전우성 - 축가
- 2017 JUN.K - 결혼식

### CF
- 2023 HEATH 화장품 Model
- 2022 문화체육관광부 디지털성범죄
- 2021 한국표준협회
- 2021 한국도로교통공단
- 2021 DBJD 21 F/W Model
- 2021 Bullsone 불스원
- 2020 Olive Young / W.DRESSROOM
- 2019 바나나맛 우유 Dramatize
- 2018 정관장
- 2017 Diafvine 17 F/W Model